# Fiera del libro di Ulan Bator

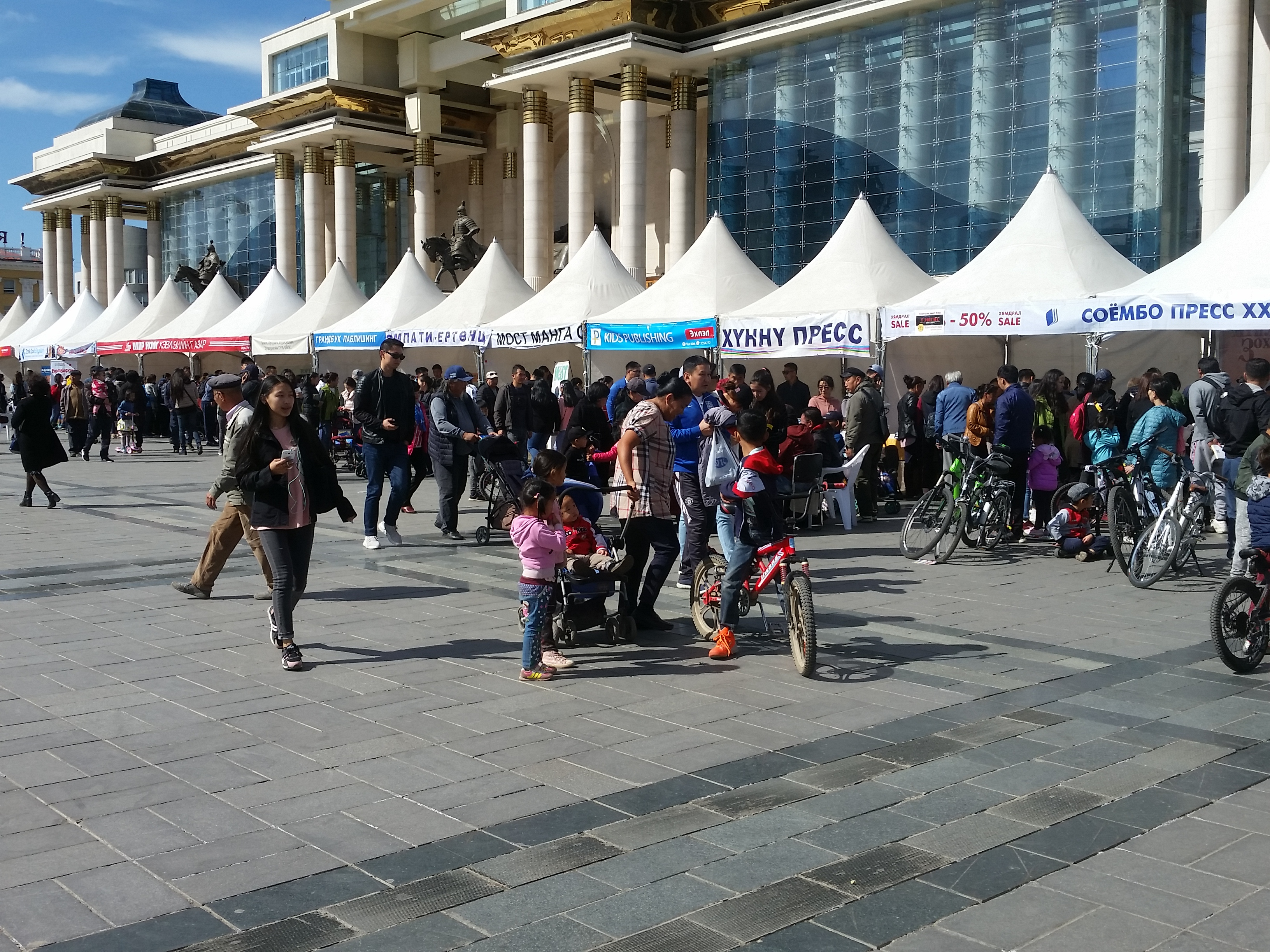
Fiera del libro di Ulan Bator

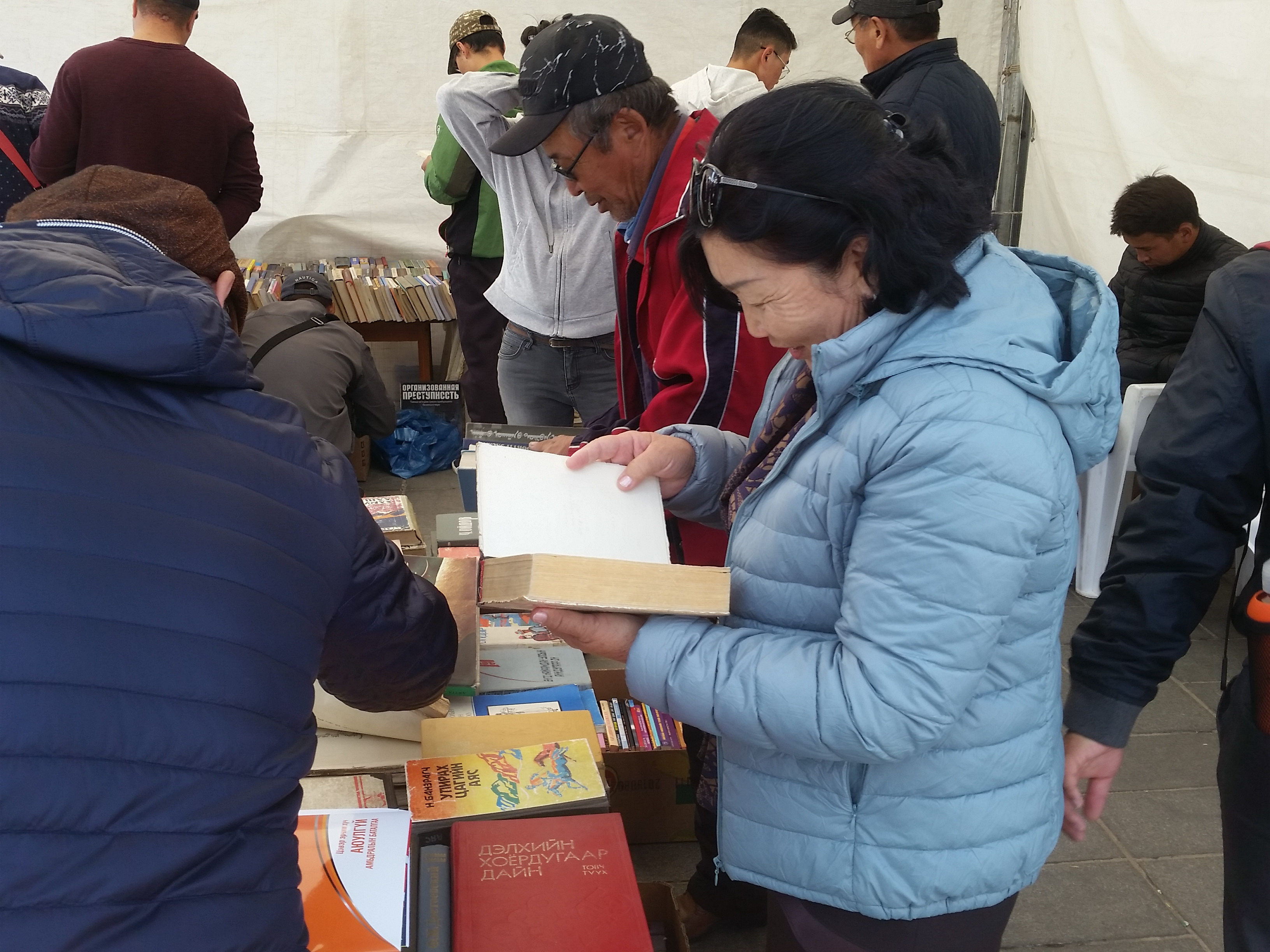
Lettori che sfogliano i libri alla fiera del libro

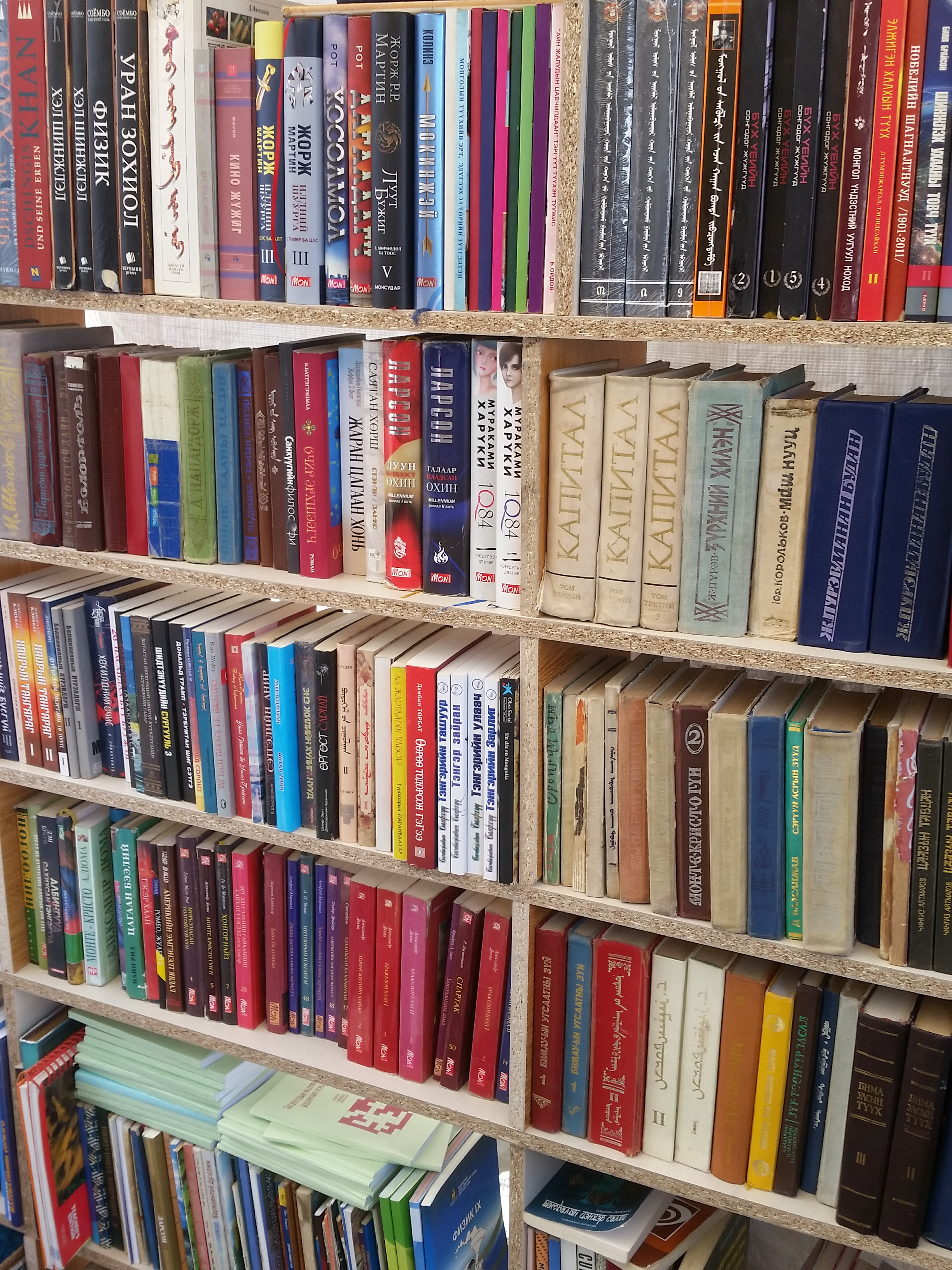
Durante la fiera del libro si svolgono anche le vendite e gli scambi di libri usati.

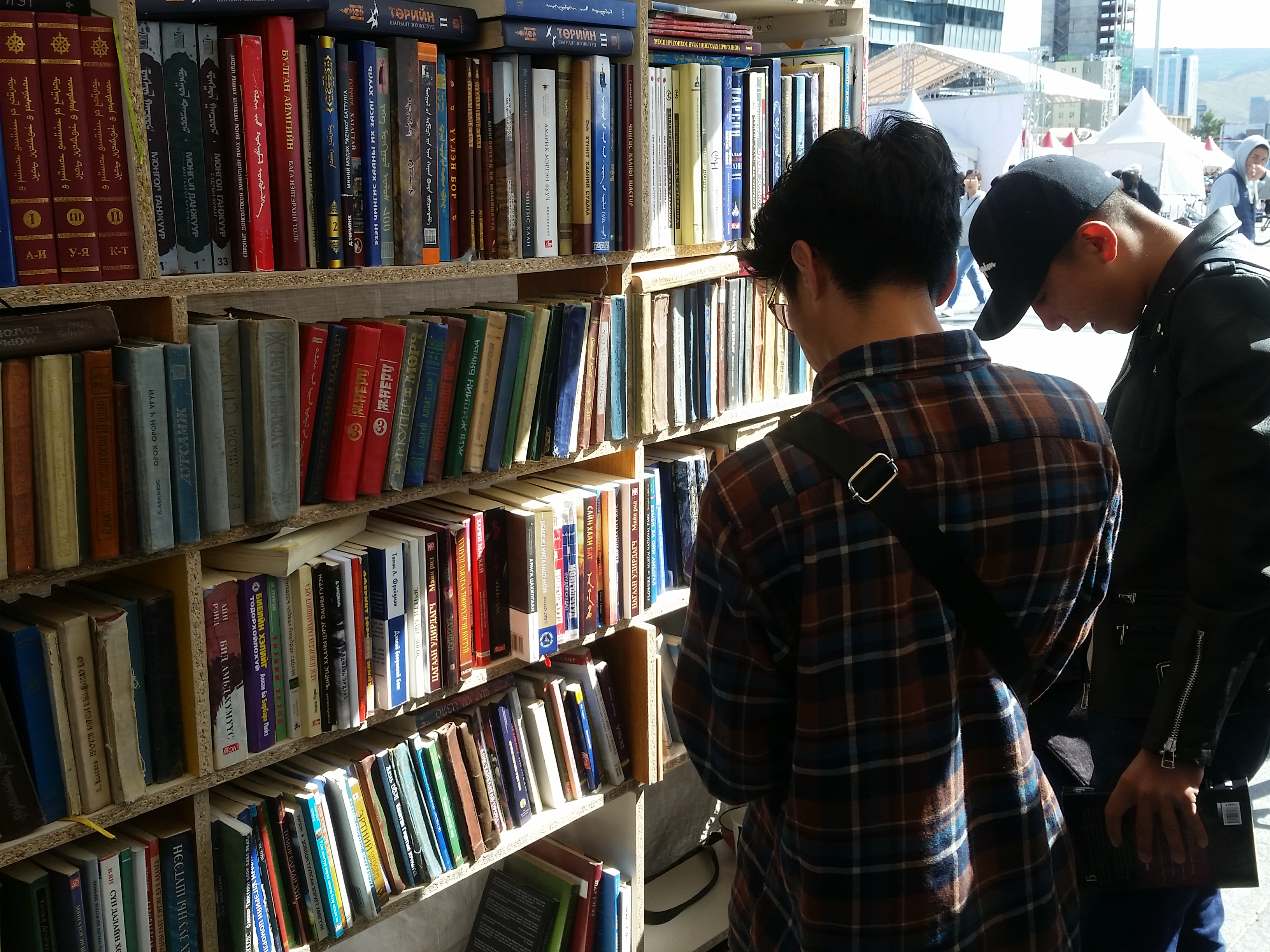
Lettori che controllano i libri alla fiera del libro

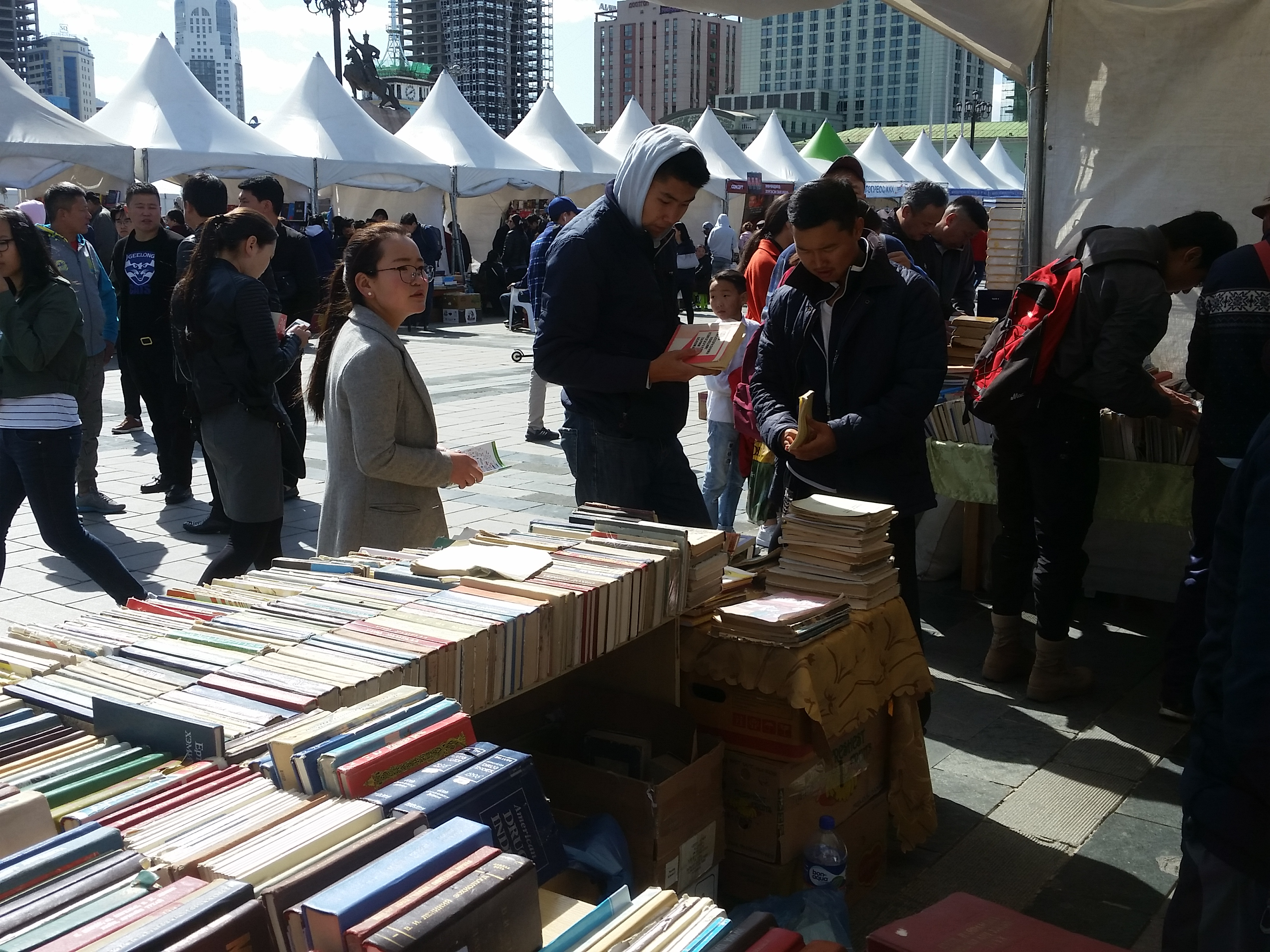
Lettori che controllano i libri alla fiera del libro

La fiera del libro di Ulan Bator è organizzata ogni anno nella capitale mongola a maggio, primavera e settembre, in autunno. Più di 300 autori e più di 120 case editrici e organizzazioni correlate partecipano a questo evento. Questo evento è organizzato dal dipartimento culturale della città e dal Ministero della Pubblica Istruzione. Questa fiera del libro consente ai lettori di familiarizzare con gli ultimi libri, incontrare autori e partecipare ai loro discorsi sui libri, per collegarsi in rete e ampliare le loro esperienze culturali.